# Film & TV Kamera
Der Film & TV Kamera, vormals Film & TV Kameramann, ist die auflagenstärkste deutschsprachige Fachzeitschrift der Film- und TV-Branche für Medienschaffende, die im Bereich der Produktion und Postproduktion arbeiten.

## Geschichte
1951 in München gegründet, war Der Deutsche Kameramann zunächst eine Verbandszeitschrift des Clubs Deutscher Kameraleute e. V. (C.D.K.), der am 5. Januar 1950 in München-Geiselgasteig gegründet worden war. Erster Chefredakteur war der Kameramann G. F. Peters. 1957 wurde die Zeitschrift an die Filmjournalistin Ingeborg Weber verkauft, die sie als Fach- und Verbandszeitschrift von C.D.K., Club Deutscher Schmalfilm-Kameraleute, Club Deutscher Film-Fotografen weiterführte. 1961 erschien erstmals das Jahrbuch des deutschen Kameramannes, das in erweiterter Form unter dem Titel Jahrbuch Kamera einmal im Jahr herausgegeben wird. Chefredakteur des Kameramann war von 1957 bis zu seinem Tod 1993 Hans-Jürgen Weber. Mit der Ausgabe 5.1977 erfolgte eine Umbenennung in Film & TV Kameramann.
Seit 1993 gehört der I.Weber Verlag zum Ebner Verlag in Ulm. Seit dieser Zeit war Evelyn Voigt-Müller Chefredakteurin – mit einer Unterbrechung von 2000 bis 2003, als Arnd Peter Hartig die Zeitschrift kommissarisch leitete.
Unter Evelyn Voigt-Müller wuchs der Film & TV Kameramann zum Marktführer heran. Zudem baute sie die enge Zusammenarbeit mit dem Bundesverband Kinematografie auf. Zur Implementierung einer umfassenden digitalen Strategie zog die Redaktion von München an den Standort Köln des Ebner Verlags, der den Zeitschriftenjournalisten Timo Landsiedel als Chefredakteur an Bord holte. Das Heft erschien in geringfügig größerem Druck-Format und zehn Heften pro Jahr. Landsiedels Team baute die digitale Reichweite massiv aus, entwickelte neue digitale Produkte und unternahm mit Veranstaltungen wie dem „Kameradialog Live“ in Berlin, Hamburg und Köln erste Schritte in den Event-Bereich. Außerdem verabschiedete sich die Zeitschrift Anfang 2018 vom „Mann“ im Titel und benennt sich genderneutral in „Film & TV Kamera“ um.
Landsiedel übergab zum November 2019 an Uwe Agnes, der neben seiner Tätigkeit als Autor, Editor und Produzent von Dokumentationen bereits seit Anfang der 2000er Jahre für den Verlag schrieb und seit Anfang 2019 stellvertretender Chefredakteur ist. Mit dem 70. Jubiläum des Bestehens Anfang 2021 erweiterte man den Marktanteil durch die Übernahme der Leserinnen und Leser der Fachzeitschrift „Professional Production“ des Eubuco Verlags und übernahm die Regie bei der Fachmesse cinec.

## Themen und Schwerpunkte
Zehn Ausgaben pro Jahr informieren über technische Entwicklungen und Produkte, künstlerische und gestalterische Aspekte der Bildgestaltung, Messen und Festivals, Termine, Personalien, rechtliche Fragen, Weiterbildungsangebote, Wettbewerbe, Investitionsentscheidungen und Entwicklungen in der Medien-Branche.
Im Zentrum stehen Erfahrungsberichte, Interviews mit Praktikern, Testberichte von technischem Equipment und Marktübersichten.

## Student Camera Award
Seit 1998 wird beim Internationalen Festival der Filmhochschulen München von Film & TV Kamera der Kamera-Nachwuchspreis Student Camera Award an junge Bildgestalter verliehen.

## Kooperation mit Festivals
Seit 1998 besteht eine Medienpartnerschaft mit dem Deutschen Kamerapreis Köln, bei dem herausragende Leistungen auf dem Gebiet der Kameraarbeit für Film und Fernsehen geehrt werden. Seit 1990 werden auch szenische und nichtszenische Schnittleistungen ausgezeichnet. Film & TV Kamera unternimmt eine publizistische Begleitung des Deutschen Kamerapreises.
Seit seiner Gründung 1993 unterstützt und begleitet Film & TV Kamera das Filmfestival Camerimage, im polnischen Łódź, bei dem primär Kameramänner- und frauen für ihre Arbeit ausgezeichnet werden. Die Wettbewerbsfilme werden aufgrund ihrer künstlerisch anspruchsvollen Bildgestaltung zu diesem Festival eingeladen.